# BSQR489
BSQR489（ビーエスキューアールよんはちきゅう）は、過去にBSフジが行っていた超短波放送チャンネル（BSデジタル音声放送）の一つ。

## 概要
文化放送（JOQR）が制作を担当し、2000年（平成12年）12月1日より放送開始。チャンネル番号は489で、BSQR489はこれに由来。放送開始前につけられていた仮称は、RadioQR 489。
その後BSデジタル放送はテレビ放送を中心に普及を図っていくことが国の方針で決まり、ラジオ放送の終了が決定。これに伴い2006年（平成18年）3月31日をもって放送を終了した。

## 特徴
昼間から夕方（12時 - 20時）にかけては、「楽音潮流」シリーズや『日野ミッドナイトグラフィティ 走れ!歌謡曲』などの音楽番組が中心に放送されていた。
一方で夜（20時以降）はアニメ・ゲーム系番組中心の放送になっていた。放送されている番組は文化放送で制作・放送されている番組の再放送がほとんどであったが、一部BSQR489独自の番組もあった。独自番組は、BSデジタルという聴取がかなり難しい配信環境であるため、BBQRでも配信されていることが多かった。
音声だけでなく数十秒サイクルで切り替わる静止画を映す機能もあったため、番組によっては様々な映像を同時に配信していた。

## 放送されていた番組

### 2006年3月時点で放送されていた番組
★マークがついている番組は文化放送でも放送。
アニメ・ゲーム系番組
- 井上喜久子のキャラメルタウン（月 20:00 - 21:00、再放送 水 23:00 - 24:00）
- 広井王子のマル天ミックス!（火 20:00 - 20:30）★
- エウレカセブン RADIO Ray=Out（水 20:00 - 20:30）★
- セガサミーアワー はーい井上商店ですよ!（水 20:30 - 21:00）★
- 智一・美樹のラジオビッグバン（水 21:00 - 22:00[注 5]）★
- アクターズゲイト2+81（木 21:00 - 21:30）★
- 堀江由衣の天使のたまご（金 20:00 - 20:30）★
- PONY CANYON STYLE まるなび!?（金 21:00 - 21:30）★
- 山本麻里安のはにわマイハウス（隔週金 21:30 - 22:30、再放送 土 20:00 - 21:00）
- A&G 超RADIO SHOW〜アニスパ!〜（土 21:00 - 23:00[注 6]）★
- eXtendedMusic

他ジャンルの番組
- 楽音潮流シリーズ
- Fantasy of TAIWAN（月 16:00 - 17:00、再放送 日 15:00 - 16:00）
- おとばこ。（火 13:00 - 14:00、再放送 金 16:00 - 17:00）
- Under Ground Music（金 17:00 - 18:00、再放送 日 16:00 - 17:00）
- 日野ミッドナイトグラフィティ 走れ!歌謡曲（文化放送で当日未明3:00 - 5:00の番組を同日夕方18:00 - 20:00に時差（ディレイ）放送[注 7]。）★
- Enjoy Weekend Hana Hou Hawaii!（土 12:30 - 13:00、再放送 日 12:30 - 13:00）
- 風まかせ旅浪漫（日 14:00 - 16:00、再放送 火 16:00 - 18:00）
- のーぎゃらくん（日 19:00 - 20:00、再放送 月 17:00 - 18:00）

### 2005年以前に終了した番組
- 浅野真澄のスパラジ!
  - 浅野真澄・鷲崎健のスパラジ!
- .hack//Radio 綾子・真澄のすみすみナイト
- ゆめりあ夢気分R-side
- 倉田ねじまき堂
- 榎本温子のらじお・む〜
- 広井王子のマル天チャチャチャ!
- 井上喜久子のおさかなラジオ
- 井上喜久子のシイタケラジオ
- 井上喜久子のキャラメルハイツ
- 千葉紗子のおうちに帰ろう
- Go!Go!タマサブロー
- ホビー派でいこう!
- いちご100% Sweet Cafe
- GENEON Presents 週刊アニメプレス ～これが今夜の御主人様～
- 真・感覚ラジオ番組 小野坂・伊福部のyoungやんぐヤング
- Haruna Eyed View（2000年12月5日 - 2002年3月）
- 広井王子アワー 孝宏・麻理のうナ玉（2000年12月5日 - 2002年3月）
- Radio Revolution つくってドン!（2000年12月6日 - 2002年3月）
- 大橋照子のしゃべりバビデブー（2000年12月7日 - 2001年3月）
- 大橋照子のこれでキメましょう!（2001年4月 - 2002年3月）
- 三石琴乃◎エーベルナイツII
- シスター・プリンセス ～お兄ちゃんといっしょ～
- 電撃G's Radio
- BGP RADIO SHOW! 波多野・今井のなまちゅ〜（2002年7月 - 2002年10月4日）
- あち・ゆき・まなびの僕らじ（2000年12月8日 - 2002年6月）
- ポリケロののわぁんちゃってSAY YOU!
- A.S.O.T
- マグナカルタRadio
- ムギュッと!双恋♥
- 白石涼子のシカイ良好☆ふんたららん
- めぐみゅうの神楽坂ハッピーチューナー
- GENEON Presents 週刊アニメプレス
- ヒヤマ・クラタの声優パソ☆コン（2000年12月7日 - 2001年9月）
- おとばこ
- ロジろじ。
- 下級生はらいむいろ
- アジアンパラダイス
- 八木誠の黄金ポップス
- BSQR489日曜コンサート
- 鈴木純子のマイウェイ　マイライフ
- BSフリーステーション
- 新世紀歌謡大行進
- 吉田照美のやる気MANMAN!
- FRIDAY SUPER COUNTDOWN 50
- 永田町発サタデートリビューン
- Feel the Fantasy 絵本の国へ
- ドリームチャパラ
- ミュージアムと私[1]